# Glyptothorax cous
Glyptothorax cous är en fiskart som först beskrevs av Carl von Linné 1766.  Glyptothorax cous ingår i släktet Glyptothorax och familjen Sisoridae. Inga underarter finns listade i Catalogue of Life.